# Crisis on Infinite Earths
Die Crisis on Infinite Earths (oft kurz Crisis, in frühen deutschsprachigen Ausgaben übersetzt als Krise der Parallelerden) ist ein Ereignis in der gleichnamigen, 12-teiligen Comicserie, die 1985 und 1986 monatlich beim US-amerikanischen Comicverlag DC Comics erschien. Die Serie wurde geschrieben von Marv Wolfman und illustriert von George Pérez (Skizzen/Layouts). Mike DeCarlo, Dick Giordano und Jerry Ordway waren für die Farbgebung und Überarbeitungen zuständig.
Der Titel Crisis on Infinite Earths ist eine Anlehnung an frühere Crossover-Comics mit (Original-)Titeln wie Crisis on Earth-Two oder Crisis on Earth-Three. Die Serie beendete das Konzept des Multiversums im DC-Universum und schildert den Tod von so etablierten Superhelden wie Supergirl und The Flash (Barry Allen).

## Hintergrund
Im DC-Comic-Universum gab es Mitte der 80er Jahre nicht nur ein Universum, sondern ein Multiversum. Es existierten mehrere Versionen verschiedener Planeten, so auch verschiedene Versionen der Erde.
Auf den verschiedenen Erdversionen lebten zum Teil Superhelden, die es auf den anderen Erdversionen nicht gab, andererseits gab es auf den verschiedenen Erdversionen teilweise auch verschiedene Versionen bestimmter Superhelden. Sie konnten sich in einigen Fähigkeiten, der Hintergrundgeschichte des Charakters oder auch des Aussehens des Kostüms unterscheiden.
Wann immer in einer Geschichte etwas passierte, was mit den allgemein bekannten Eigenschaften und Hintergrundgeschichten eines Characters nicht zusammen passte, wurde es u. a. damit erklärt, dass es in einer Parallelwelt geschah. Beispielsweise wurde die Veränderung der Superman-Hintergrundgeschichte von einem evolutionär hochentwickelten Menschen, hin zu einem Außerirdischen, damit erklärt, dass der erste Superman auf der Parallelwelt Erde-2 lebt. Er wird somit in Crisis on Infinite Earths um einige Jahrzehnte gealtert dargestellt, was sich etwa in den ergrauten Schläfen zeigt. Erde-3 war ein „Spiegeluniversum“, in dem Ereignisse einen oft entgegengesetzten Verlauf genommen hatten, so waren gute Charaktere böse und umgekehrt. Neben diesen Versionen der Erde existierten noch weitere Parallelwelten.
Diese Unterschiede waren für DC-Laien und damit auch für potenzielle neue Leser nur schwer nachvollziehbar und sehr verwirrend, was mit dafür verantwortlich gemacht wurde, dass DC in den 1970er und den frühen 1980er Jahren zu wenig neue Leser hinzugewann und der Konkurrenzverlag Marvel den Comicmarkt dominierte. Die Crisis on Infinite Earths befreite DC aus dieser Situation. Das DC-Universum nach der Crisis war für neue Leser einfacher nachzuvollziehen und die Verkaufszahlen stiegen in der Folge an.

## Handlung
Die Hauptrollen der Geschichte spielen zwei nahezu allmächtige Wesen, der Monitor und dessen Antagonisten, der Anti-Monitor. Monitor hatte bereits zuvor als Hinleitung auf die Crisis einige Gastauftritte in anderen Comicserien von DC. Er schien da zunächst ein neuer Superschurke zu sein, da er u. a. Schurken mit Waffen versorgte. Der Monitor arbeitete jedoch an einem Plan, um das Multiversum vor der Vernichtung durch den Anti-Monitor zu retten. Unter der Leitung des Monitors sollte eine ausgewählte Gruppe von Helden fünf große Vibrationsgabeln beschützen. Die Auswahl der Helden fiel auch damit, wie sie gegen die vom Monitor unterstützten Schurken bestehen konnten. Die Vibrationsgabeln wurden an verschiedenen Orten und Zeiten des Multiversums errichtet, um die übrigen Erden vor der Zerstörung durch die Antimaterie zu schützen, die bereits eine unbestimmte Anzahl von Erden vernichtet hatte. Schließlich wuchs der Konflikt so weit an, dass nahezu jeder DC-Held und -Schurke in die Angelegenheit verwickelt war.
Monitor wurde von seiner eigenen Assistentin Harbinger ermordet, nachdem diese von einem Schattendämonen des Anti-Monitors befallen worden war. Doch Monitor erwartete den Angriff auf sich bereits und ließ ihn geschehen, sodass dadurch genug Energie freigesetzt wurde, um die fünf übriggebliebenen Parallelerden lange genug zu schützen, damit die Helden einen Angriff gegen Anti-Monitor führen konnten. Der Angriff wurde von Monitors Assistentin Harbinger, Alexander „Lex“ Luthor Junior (von Erde-3) und Pariah, der immer, bevor eine Erde zerstört wurde, dorthin teleportiert wurde und die Vernichtung ansehen musste, geleitet. Der Bösewicht musste sich zurückziehen, jedoch kostete dieser Erfolg Supergirl das Leben. Die Pause im Krieg brachte den Helden etwas Zeit. Jedoch vereinten sich nun diverse Superschurken unter der Führung von Brainiac und Lex Luthor und versuchten die Erde zu erobern, während der Anti-Monitor Chaos auf der Erde verursachte, indem er den Psycho-Pirat dazu benutzte, deren Einwohner zu manipulieren. The Flash (Barry Allen) starb bei dem erfolgreichen Unternehmen, Anti-Monitors Rückversicherungsvernichtungsplan, eine Antimateriekanone zum Durchdringen der Schutzaura, zu vereiteln.
The Spectre machte die Superhelden darauf aufmerksam, dass der Anti-Monitor zum Beginn der Zeit zurückreiste, um die Entstehung des Multiversums zu verhindern. Helden und Schurken vereinten ihre Kräfte. Die Helden begaben sich auf die Reise, um den Anti-Monitor aufzuhalten und die Schurken auf die Reise zum Planeten Oa um den abtrünnigen Wissenschaftler Krona davon abzuhalten, ein Experiment durchzuführen, welches dem Anti-Monitor erlaubt hätte, seine Bemühungen zu verwirklichen. Die Bösewichte scheiterten mit dem Anliegen Krona aufzuhalten, welcher daraufhin sein Experiment fortsetzte. Die vereinten Superhelden unterstützten inzwischen Spectre, dessen Kampf mit dem Anti-Monitor eine Energieüberladung verursachte, die Zeit und Raum beeinflusste. Dadurch wurde nun ein einziges Universum erschaffen. Alle Superhelden kehrten in eine Gegenwart zurück, in der die verschiedenen Elemente der fünf übrigen Erden zu einer einzigen Erde fusioniert worden waren. Mit Ausnahme der Helden, die beim Kampf am Ursprung der Zeit dabei waren, konnte sich niemand an die ursprüngliche Realität erinnern. Der Anti-Monitor griff ein letztes Mal an, jedoch geriet er in eine Gegenattacke, die in einen Kampf mit Kal-L (dem Erde-2-Superman), Alexander Luthor (von Erde-3) und Superboy (von Erde-Prime, einer Version der realen Erde) – mit etwas unerwarteter Hilfe von Darkseid – mündete. Anti-Monitor starb und Alexander Luthor schickte sich selbst, den Erde-2-Superman, Erde-2-Lois Lane und Superboy-Prime in eine (parallele) Realität, wo sie blieben.

## Hauptpersonen

### Monitor und Anti-Monitor
Monitor ist ein mächtiges kosmisches Wesen. Das erste Mal tauchte im Juli 1982 einzig sein Schatten in US-The New Teen Titans (Vol. 1) #21 auf. Das erste Mal komplett zu sehen war er im Februar 1985 in US-G.I. Combat #274. Er hat ebenso wie Anti-Monitor (erster Auftritt in US-Crisis on Infinite Earths #2, Mai 1985) Kräfte, mit denen er Energie und Materie nach Belieben manipulieren kann. Darüber hinaus verfügen beide über große Stärke und Ausdauer.
Beider Entstehung liegt Millionen von Jahren zurück, als auf dem Planeten Oa blauhäutige, unsterbliche humanoide Wesen lebten. Einer von ihnen, Krona, baute eine Maschine, um die Schöpfung des Universums zu untersuchen. Aus unbekannten Gründen manipulierte diese Maschine aber den Prozess, dabei entstand neben den Paralleluniversen auch das Antimaterieuniversum.
Auf dem Mond von Oa entstand infolgedessen das Wesen Monitor, parallel dazu auf dem Mond von Qward das Wesen Anti-Monitor. Beide Wesen bekämpften sich über Millionen von Jahren, bis sie sich, über gleich große Kräfte verfügend, in eine Art Stasis begaben. Eine große Zeitspanne später erwachten beide erneut aufgrund eines Experiments des ebenfalls humanoiden Aliens Pariah. Der Anti-Monitor eroberte Qward (den zentralen Planeten des Antimaterieuniversums) und sandte eine Welle von Antimaterie aus, die die Energie aller Materieuniversen aufsog und so vernichtete. Der in seinem Dienst stehende Psycho-Pirat blockierte dabei die Gegenwehr der Angegriffenen. Der Anti-Monitor absorbierte die Energie des Antimaterieuniversums und reiste, derartig „aufgeladen“, zum Anfangspunkt des Universums, um die Entstehung der Materieuniversen zu verhindern.

### Alexander Luthor Jr.
Er ist der Sohn von Lex Luthor, des einzigen Superhelden von Erde-3, und dessen Frau Lois Lane. Luthor Jr. (erster Auftritt in US-Crisis on Infinite Earths #1, April 1985) überlebt als einziges Wesen von seiner Erde. Er kann einen Zugang vom Materie- zum Antimaterieuniversum herstellen und trägt zum Sieg über Anti-Monitor bei, als er den Helden die Flucht ermöglicht und Darkseid durch Alexanders Augen einen Energiestrahl auf den Anti-Monitor schießt.

### Harbinger
Ihr richtiger Name ist Lyla (erster Auftritt in US-New Teen Titans Annual (Vol. 1) #2, Juli 1983). Als Harbinger (erster Auftritt in US-Crisis on Infinite Earths #1, April 1985) ist sie die Assistentin von Monitor, aber auch für dessen Tod verantwortlich, als sie von den Schattendämonen des Anti-Monitors besessen war. Harbinger sammelt die Helden und informiert sie über die Vergangenheit des Multiversums.

### Pariah
Pariah (richtiger Name: Kell Mossa; erster Auftritt in US-Crisis on Infinite Earths #1, April 1985) ist Zeuge der Tode aller Erden und glaubt dafür verantwortlich zu sein. Er wird von Monitor als „Werkzeug“ gebraucht, um untergehende Erden aufzuspüren.

### Psycho-Pirat
Der zweite Psycho-Pirat (richtiger Name: Roger Hayden; erster Auftritt in US-Showcase #56, Mai/Juni 1965) wird von Anti-Monitor dafür eingesetzt, die Emotionen der Helden in seinem Sinne zu beeinflussen und sie so zu schwächen.

## Folgen
Durch die Ereignisse der Miniserie wurde aus den diversen Erden des Multiversums eine einzige Erde. So wurde das DC-Universum für neue Leser überschaubarer und leichter verständlich. Darüber hinaus wurde die Gelegenheit dazu genutzt, einige Figuren, die zwischenzeitlich von anderen Comicverlagen übernommen worden waren, in die Hauptkontinuität von DC zu integrieren. So ist eine der Erden, die zur neuen einzigen Erde verschmolzen wurde, Erde-4, auf der die 1983 (vom zugrunde gegangenen Mitbewerber Charlton Comics) aufgekauften Figuren, wie Blue Beetle, Question und Captain Atom angesiedelt wurden. So konnten diese Figuren nach der Krise auch mit anderen DC-Helden wie Superman und Batman interagieren und Abenteuer erleben.
Bei dieser Fusion der verschiedenen Erden zu einer verbliebenen wurden jedoch auch einige DC-Charaktere (vorübergehend) aus dem DC-Universum entfernt. Darunter sind:
- Anti-Monitor
- Barry Allen (von Erde-1; der zweite Flash)
- Monitor
- Robin (von Erde-2)
- Supergirl (von Erde-1)
- die Lieutenant Marvels (von Erde-S)
- Huntress (von Erde-2)
- Wonder Woman (von Erde-1; sie wird nicht getötet, sondern zum Zeitpunkt ihrer Geburt zurückgeschickt)
- Wonder Woman (von Erde-2; sie überlebt zwar, zieht sich allerdings bis zu den Ereignissen der Infinite Crisis auf den Olymp zurück)

Viele Comicserien und Charaktere wurden im Zuge der Crisis grundlegend überarbeitet. Die Geschichten, Ereignisse und Lebensläufe der Helden wie sie davor in den Comics beschrieben wurden, werden häufig mit dem Zusatz Prä-Crisis-[…] und die danach mit dem Zusatz Post-Crisis-[…] versehen. So ist vor allem zwischen Prä- und Post-Crisis-Versionen vieler Superhelden zu unterscheiden. Das Ereignis der Krise der Parallelerden markiert damit die Trennlinie zwischen diesen verschiedenen Versionen.
Da nach der Crisis das DC-Universum in sehr kurzer Zeit stark verändert wurde, kam es dadurch zu Widersprüchen (Wonder Woman z. B. galt weiterhin als Gründungsmitglied der JLA, obwohl sie erst einige Jahre nach deren Gründung zum ersten Mal aufgetreten ist). 1994 wurde mit der Zero Hour: Crisis in Time versucht, solche Unstimmigkeiten auszubessern.
Fortgesetzt wird die Handlung mit der Infinite Crisis, deren Comics im Jahr 2005 auf dem US-Markt erschienen sind. In der Infinite Crisis kehren Superboy-Prime, Alexander Luthor, Erde-2-Superman und Erde-2-Lois-Lane zurück. Superboy-Prime und Alexander Luthor haben dabei die Absicht ihre alten Erden zurückzubringen, womit sie allerdings die bestehende Erde in Gefahr bringen.

## Deutschsprachige Veröffentlichung
Frühere Versuche, die Geschichte auf Deutsch umzusetzen, sind nie über US-Ausgabe #4 hinausgekommen. Erst mit den Soft- und Hardcoverausgaben des Dino Verlages wurde die Geschichte 1999 erstmals komplett auf Deutsch veröffentlicht:
- Superman Taschenbuch #71, Ehapa Verlag 1986, enthält die US-Ausgaben #1–2, dt. Titel: Krise der Parallel-Erden
- Superman Klassik #4, Norbert Hethke Verlag 1991, ISBN 3-89207-365-1, enthält die US-Ausgaben #1–2 (#2 nur bis Seite 14), dt. Titel: Krise der Parallelerden
- Superman Klassik #5, Norbert Hethke Verlag 1991, ISBN 3-89207-403-8, enthält die US-Ausgaben #2–4 (#2 ab Seite 15, #4 bis Seite 11), dt. Titel: Krise der Parallelerden
- JLA Sonderband #12, Dino Verlag 1999, ISBN 3-89748-181-2, enthält die US-Ausgaben #1–6, dt. Titel: Crisis on Infinite Earths
- JLA Sonderband #13, Dino-Verlag 1999, ISBN 3-89748-182-0, enthält die US-Ausgaben #7–12, dt. Titel: Crisis on Infinite Earths
- Edition 2000 #2, Dino-Verlag 1999, ISBN 3-89748-183-9, enthält die US-Ausgaben #1–12, dt. Titel: Crisis on Infinite Earths
- DC Comics Graphic Novel Collection Sonderausgabe #2, Eaglemoss 2015, enthält die US-Ausgaben #1–12, dt. Titel: Crisis on Infinite Earths

Zu den Veröffentlichungen 1999 erschien ein Sonderheft, welches z. B. Hit Comics #10 beigeheftet war:
- Hit Comics Sonderausgabe #5: Who's Who in Crisis on Infinite Earths, Dino Verlag 1999, enthält eine Auflistung einer Auswahl der an der Crisis on Infinite Earths beteiligen Figuren und Superheldengruppen